# 弗雷德里克·汉利·西尔斯
弗雷德里克·汉利·西尔斯（英語：Frederick Hanley Seares，1873年5月17日—1964年7月20日）是一位美国的天文学家。

## 生平
他曾工作于威尔逊山天文台，于1940年获得布鲁斯奖。
月球上的西尔斯环形山即以西尔斯命名。

## 外部連結
- Bruce Medal page （页面存档备份，存于）
- Portrait of Frederick Hanley Seares from the Lick Observatory Records Digital Archive, UC Santa Cruz Library's Digital Collections （页面存档备份，存于）